# Bridgetown (Antigua)
Bridgetown, auch Willoughby Bay, ist ein abgekommener Ort auf der Karibikinsel Antigua, im heutigen Staat Antigua und Barbuda.

## Lage
Bridgetown befand sich im Südosten der Insel. Es lag an der Küste der Willoughby Bay, an deren Nordufer, wo das Hochplateau der südöstlichen Halbinsel Antiguas in einer Steilstufe zum Meer hin abbricht.

## Geschichte
Die Willoughby Bay ist einer der Naturhäfen Antiguas, von einer Riffbank mit Durchfahrt geschützt, aber seicht und verhältnismäßig schlecht zugänglich, die Geländestufe ist steil, die innere Bucht, der Christian Cove, ist umfangreicheres Feuchtgebiet. Hier entstand schon 1675 oder einige Jahre später ein englischer Handelsposten. Dieser Posten wurde vom östlich gelegenen Fort William geschützt. Die anglikanische Kirche, St. Philip’s Rectory, Hauptkirche der Parish of Saint Philip, befand sich oben beim heutigen Ort St. Phillips. Politisch gehörte die Gegend zur Willoughby Bay Division der Insel.
Die anderen Häfen wie Falmouth, Parham oder St. John’s wurden schnell weitaus wichtiger. Um 1750 war Fort William nach Hurrikan-Schäden schon in desolatem Zustand und nurmehr mit zwei Mann besetzt.
1820 gründeten die Methodisten (heute Methodist Church in the Caribbean and Americas), die schon seit den 1760ern auf Antigua missionierten und ab 1812 eine Schule im heutigen Bethesda betrieben, eine Kongregation mit Kapelle.
Nach Abschaffung der Sklaverei 1834 siedelte ein Großteil der Bevölkerung in die freie Stadt Freetown und auch nach Bethesda um. Die Methodisten verlegten deshalb 1841 ihre Kongregation nach Bethesda und errichteten auch in Freetown eine Kapelle.
Beim großen Antillen-Erdbeben 1843 wurde die Ansiedlung an der Willoughby Bay weitgehend zerstört und der Rest der farbigen Einwohner wanderte nach Bethesda und Freetown ab. Eine Zeit lang war der methodistische Pfarrer noch in Bridgetown ansässig, bis 1847 das neue Missionshaus in Freetown fertiggestellt war. 1856 hatte der Ort nur noch 17 Gebäude und 47 Einwohner. Im Laufe der folgenden Jahre wurde die Ansiedlung dann gänzlich aufgegeben.
Heute befindet sich hier das Crossroads Centre, ein gehobenes Drogenrehabilitationszentrum, das vom Musiker Eric Clapton gegründet wurde. Die Ruinen von Fort William sind noch vorhanden.